# Отель-дю-Пале
Отель-дю-Пале (фр. Hôtel du Palais) — фешенебельная гостиница («палас») во французском курортном городе Биарриц, в департаменте Атлантические Пиренеи региона Аквитания. Фасады и кровля здания внесены в дополнительный список исторических памятников Франции в декабре 1993 года.
В основе этого величественного здания находится летняя резиденция французской императрицы Евгении, супруги императора Наполеона III. Резиденция была построена в 1854 году в стиле Второй империи. Изначально названная Вилла Евгения (фр. Villa Eugénie), она сохраняла это название вплоть до 1893 года, когда её превратили в фешенебельную гостиницу и назвали Отель-дю-Пале.
По состоянию на 2013 год этот дворец—гостиница имеет классификацию «5 звёзд», обладая с мая 2011 года статусом «Distinction Palace».

## История

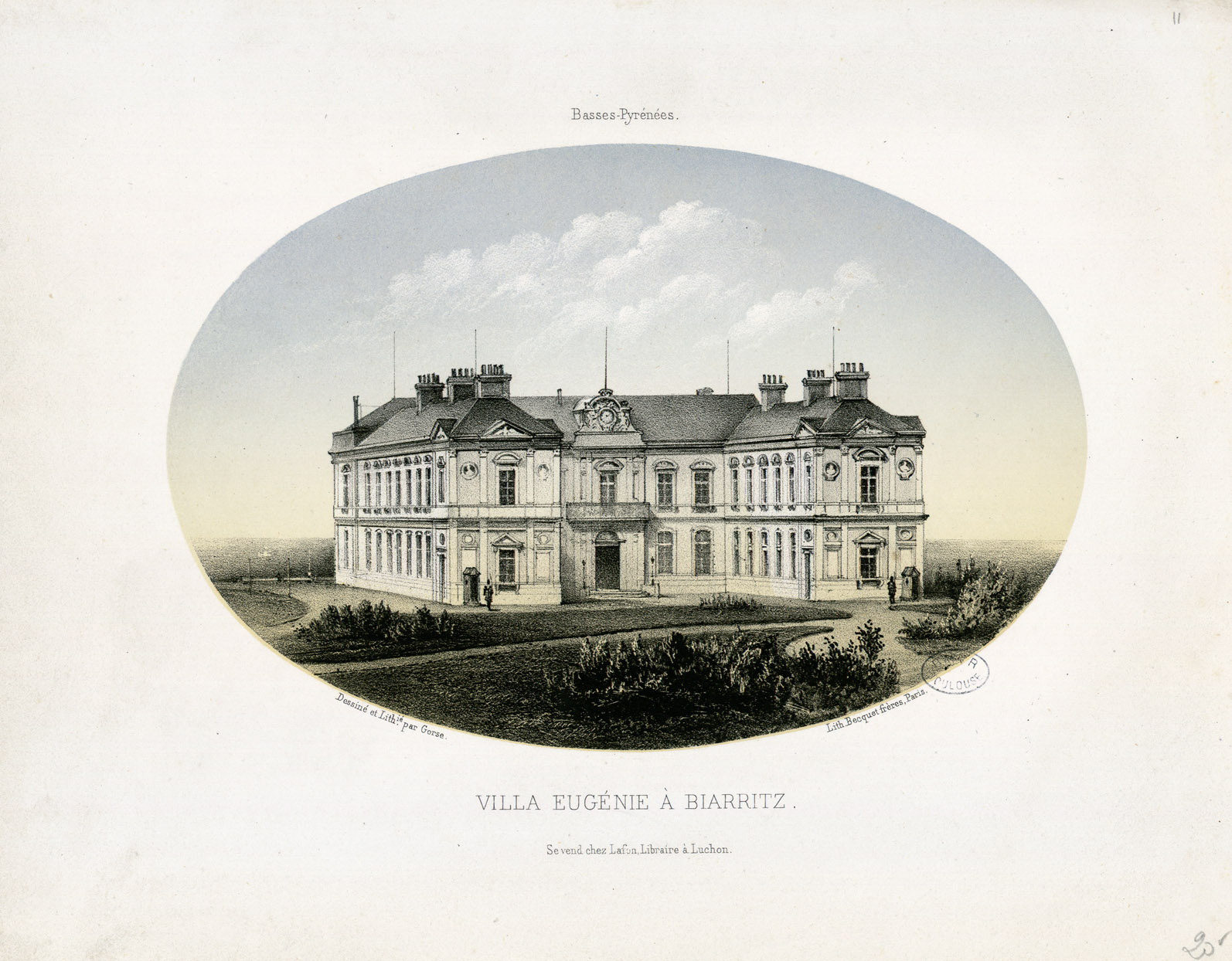
Вилла Евгения (ок. 1870 год); эстамп из собрания Библиотеки Тулузы

Вилла была летней резиденцией императрицы Евгении. Построить жилую резиденцию в Биаррице император Наполеон III решил в июле 1854 года, вероятно по просьбе самой императрицы. Строительство он поручил архитектору департамента Нижние Пиренеи Ипполиту Дюрану (фр. Hippolyte Durand). Тот составил проект и строительство началось в том же 1854 году. Архитектор короны Луи-Огюст Куврешеф, работавший над замком в По, поначалу был назначен контролёром при архитекторе, однако с июня 1855 года он заменил Ипполита Дюрана в роли архитектора. Предположительно причиной такой замены стало разочарование императорской четы безликостью новой постройки. Торжественное открытие виллы состоялось в 1855 году и по этому случаю были устроены пышные празднества, куда съехались представители практически всех семейств, именованных в Готском альманахе.
В 1859 году архитектором императорских резиденций в По и Биаррице был назначен Габриель-Огюст Анселе (фр. Gabriel-Auguste Ancelet); он собирался построить новое крыло виллы. Но после того, как в 1864 году Анселе получил назначение на должность архитектора Компьенского дворца, его сменил Огюст Лафолли (фр. Auguste Lafollye), который построил коровник и овчарню, а также в 1867 году надстроил ещё один этаж виллы.
После смерти Наполеона III в 1873 году вилла стала собственностью императрицы.
В 1880 году Евгения продала виллу банку Banque de l’Union parisienne. Новые хозяева поначалу устроили здесь отель-казино «Palais Biarritz», а в 1893 году преобразовали здание в гостиницу.
Следы недавнего обаяния ещё могли привлечь сюда коронованных особ, в частности королеву Викторию или императрицу Елизавету Австрийскую, более известную как Сиси.

## XX век

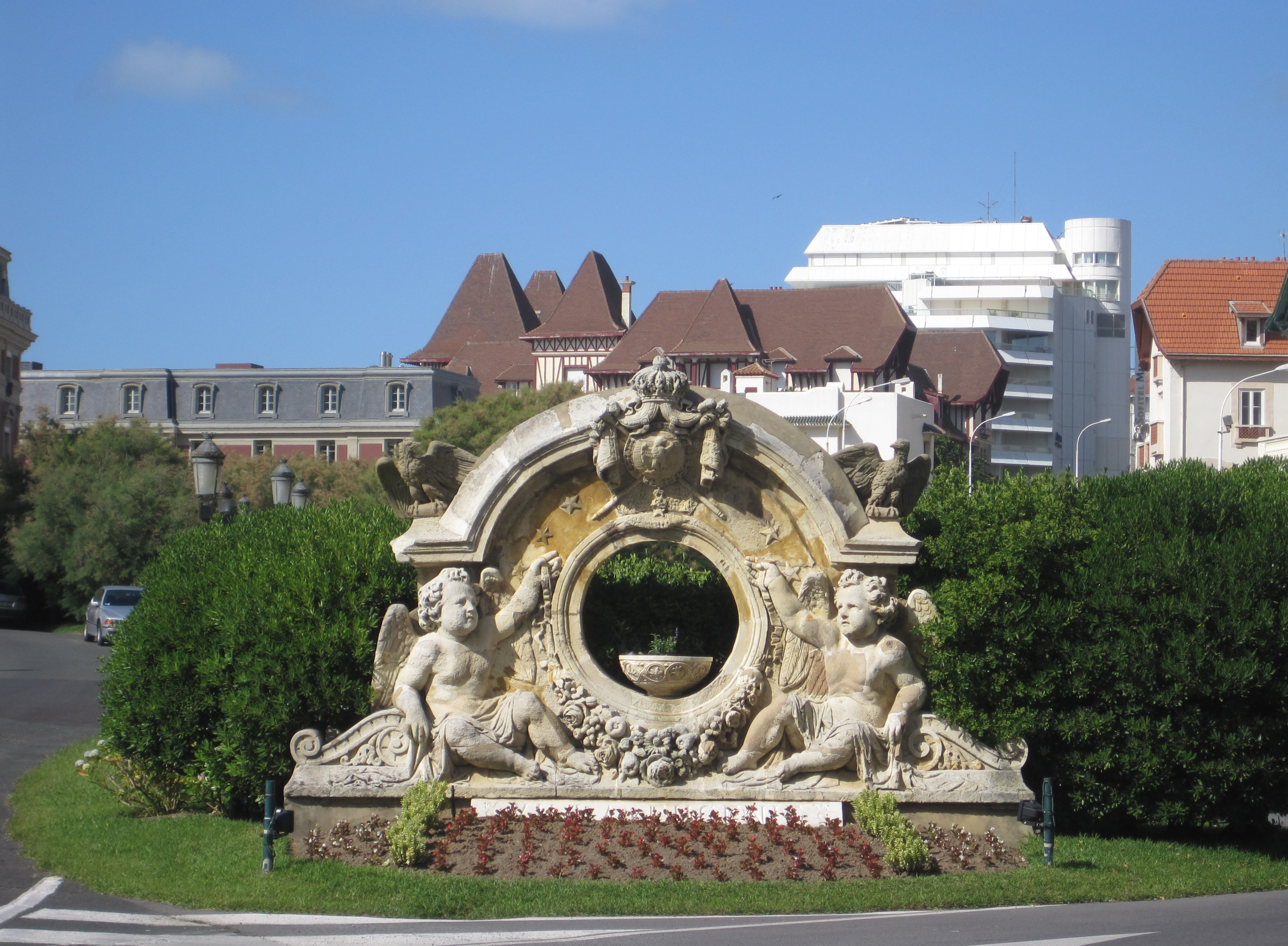
Деталь фронтона изначальной Виллы Евгения в парке гостиницы Отель-дю-Пале

1 февраля 1903 года в здании случился пожар. После того как отель перестроили с 1903 по 1905 год, в нём открыли фешенебельную гостиницу, предложив постояльцам 120 номеров и 33 роскошных апартамента. В память об императрице новое здание имеет в проекции букву E, но от прежней Виллы Евгения не сохранилось почти ничего.
Автором проекта перестройки стал архитектор Эдуард-Жан Ниерман (фр. Édouard-Jean Niermans), который для достижения некого стилистического сходства с наружными стенами прежней виллы, решил выполнить фасады нового здания в стиле нео-Людовик XIII.
Тем не менее при строительстве здания широко применялись передовые технологии той эпохи; использован железобетон с накладной фанеровкой. Ниерман разработал также и внутреннее декорирование отеля, в частности ресторана в ротонде; стенную роспись на мотивы подвигов Ясона и Золотого руна выполнил художник Поль Жерве.
И сейчас это заведение остаётся одним из самых престижных отелей в Биаррице и во всей Франции, а её оформление напоминает о роскошной жизни императорской пары.
В мае 2011 года авторитетная комиссия под председательством Министра туризма Франции удостоила Отель-дю-Пале статуса «Distinction Palace»; этот статус во Франции имеет ещё семь отелей, но на Атлантическом побережье Франции таких отелей больше нет.
В отеле снимался фильм Мои ночи прекраснее ваших дней 1989 год. Играют Жак Дютрон и Софи Марсо.
В декабре 2023 года в отеле разразился скандал, связанный с дедовщиной и сексуальными домогательствами, в котором оказались замешаны служащий, бригада и шеф-повар Орельен Ларжо, удостоенный звезды Мишлен. Было начато расследование.

## Характеристики отеля

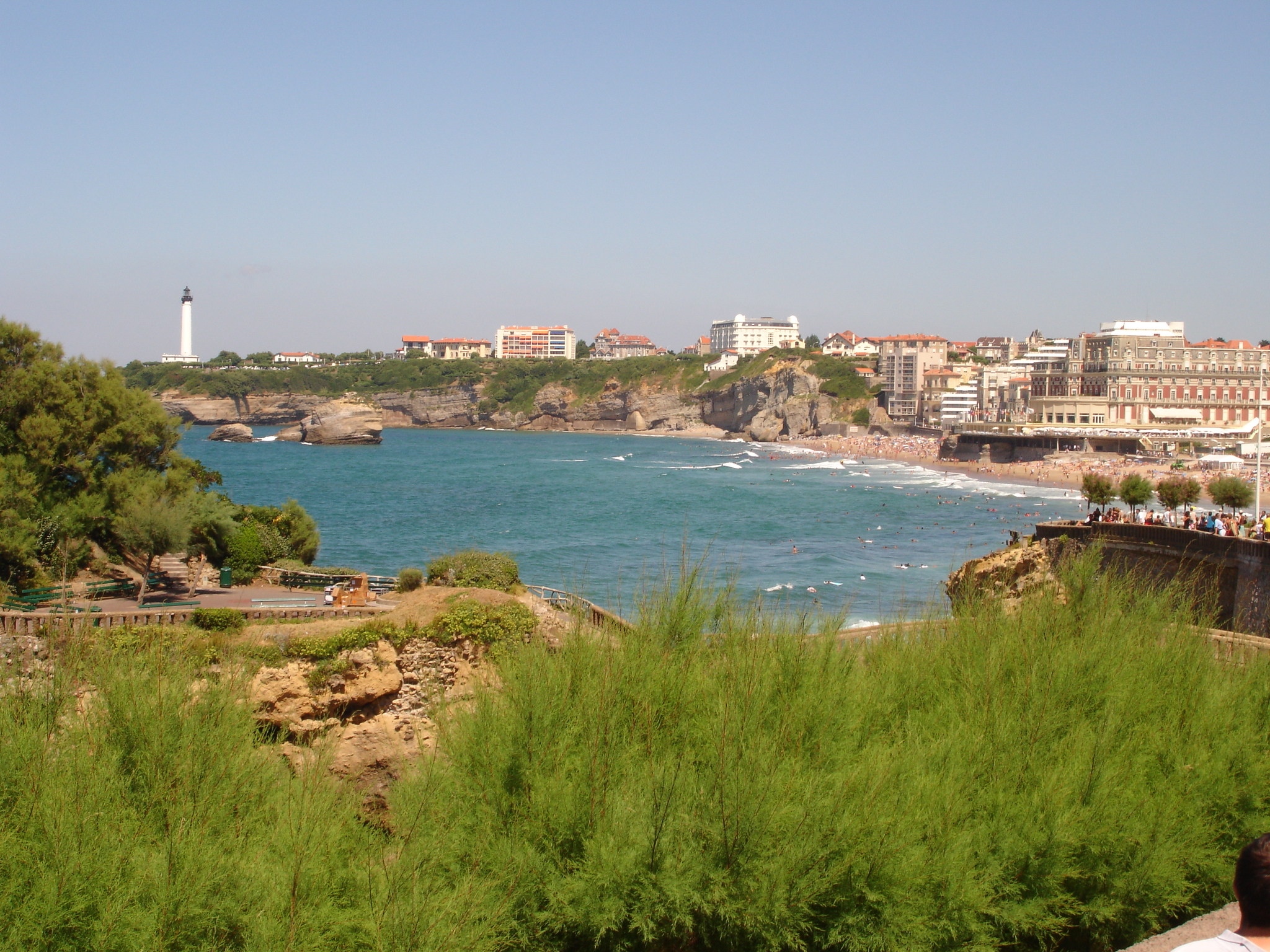
Вид на бухту Биаррица, Гран-Плаж, Отель-дю-Пале и маяк на мысе Сен-Мартен

- 154 номеров и апартаментов, в том числе апартаменты короля Эдуарда VII площадью 152 м² и короля Альфонсо XIII площадью 177 м² с видом на Атлантический океан
- 3 ресторана: La Rotonde (пиджак обязателен), Villa Eugénie (пиджак обязателен), и у кромки бассейна Hippocampe
- Императорский бар
- Спа-центр Le Spa Impérial с маркой Guerlain: зал для фитнеса, бассейн с тёплой морской водой, сауна, спа, гольф
- Непосредственный выход на пляж